# Voyager-Station

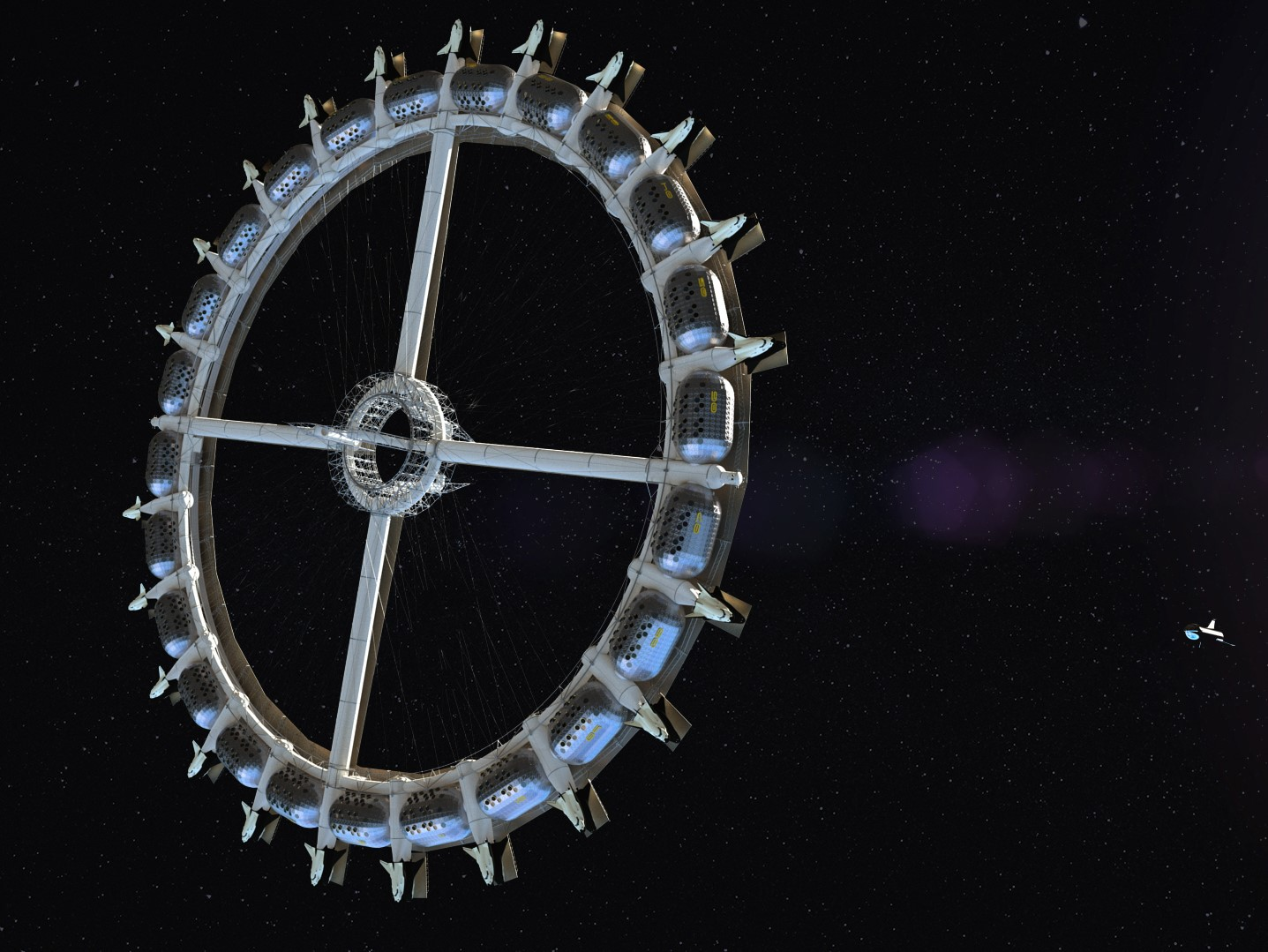
Künstlerische Darstellung einer rotierenden Raumstation

Die Voyager Space Station oder Voyager-Station ist ein Konzept für eine rotierende, ringförmige Raumstation für Zwecke des Weltraumtourismus, deren Baubeginn für das Jahr 2026 angekündigt wurde. Ihre Form soll dem radförmigen Raumstationsprojekt des deutschen Erfinders Wernher von Braun aus dem Jahr 1952 und Raumstationen vieler Werke aus dem Bereich der Science-Fiction ähneln. Das Hotel sollte 2027 in Betrieb gehen und über Bars, einen Fitnessraum und ein Restaurant verfügen.
Zum Vergleich: Bau und Start der Chinesischen Raumstation, die drei Personen Platz bietet, dauerte elf Jahre, der Bau der Internationalen Raumstation für sieben Personen dauerte 28 Jahre.
Das Raumstationskonzept wurde von der Above: Space Development Corporation (ehemals Orbital Assembly Corporation) vorgestellt. Mit dem Starship von SpaceX sollen Weltraumtouristen zur Voyager-Station gebracht werden, die Platz für 280 Gäste und 112 Besatzungsmitglieder bieten soll. Eine Reise zur Station würde etwa 5 Millionen US-Dollar kosten, und die Passagiere müssten ein Sicherheits- und Körpertraining absolvieren, bevor sie an Bord des Shuttles für eine 3½-tägige Reise zur Raumstation gehen.
Die Voyager-Station soll durch Rotation eine künstliche Schwerkraft haben, welche der Mondgravitation entsprechen würde – etwa 1/6 der Erdgravitation.
Das Projekt ist nicht zu verwechseln mit der US-amerikanischen Firma Voyager Space, die zusammen mit renommierten Raumfahrtunternehmen wie Airbus ein Konzept für eine kommerzielle Raumstation namens Starlab entwickelt, allerdings ohne künstliche Schwerkraft durch Rotation.